# Christopher Thompson (Leichtathlet)

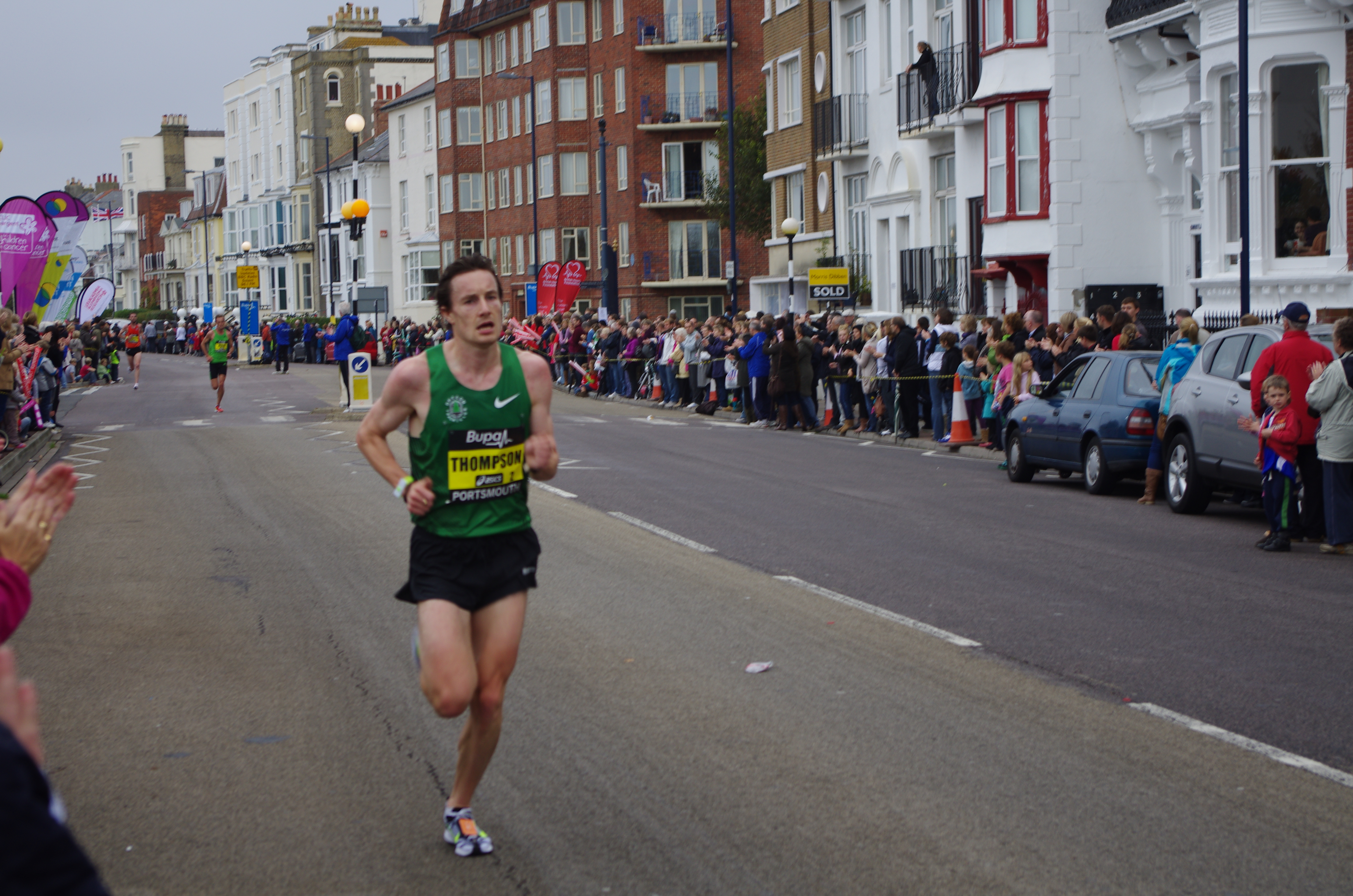
Chris Thompson 2011

Christopher „Chris“ Thompson (* 17. April 1981 in Barrow-in-Furness) ist ein ehemaliger britischer Langstreckenläufer.

## Leben
2003 belegte er bei den Crosslauf-Weltmeisterschaften in Avenches den 19. Platz auf der Kurzstrecke und 2004 bei den Crosslauf-Weltmeisterschaften in Brüssel den 98. Platz auf der Langstrecke. 2003 wurde er U23-Europameister über 5000 m, im Jahr darauf wurde er britischer Meister über dieselbe Distanz.
Bei den Europameisterschaften 2006 in Göteborg schied er über 5000 m im Vorlauf aus. 2010 wurde er britischer Meister über 5000 m und gewann bei den Europameisterschaften in Barcelona die Silbermedaille über 10.000 m hinter seinem Landsmann Mo Farah und vor dem zeitgleichen Italiener Daniele Meucci.
Christopher Thompson lebte in Eugene (Oregon) und startete für den Verein Aldershot, Farnham & District. Er wurde von John Nuttall und Mark Rowland trainiert und von PACE Sports Management betreut.

## Persönliche Bestzeiten
- 1500 m: 3:41,04 min, 12. Juni 2004, Watford[2]
- 3000 m: 7:43:34 min, 13. August 2010, London
- 5000 m: 13:11,51 min, 10. Juli 2010, Gateshead
- 10.000 m: 27:27:36 min, 1. Mai 2011, Bedford
- 10-km-Straßenlauf: 28:02 min, 7. März 2010, Partington
- Halbmarathon: 1:02:07 min, 30. September 2018, Glasgow
- Marathon: 2:11:19 min, 13. April 2014, London